# Frederick Soddy
Frederick Soddy (1877-1956) là nhà hóa học phóng xạ người Anh. Ông được trao Giải Nobel Hóa học vào năm 1921 nhơ công trình nghiên cứu về sự biến đổi của các nguyên tố hóa học và chứng minh sự xuất hiện đồng vị của các nguyên tố phóng xạ.

## Tiểu sử
Soddy sinh ra tại đường 5 Bolton, Eastbourne, nước Anh. Ông đến học trường Đại học Eastbourne, trước khi lên đường để học tại Đại học Wales ở Aberystwyth và tại trường cao đẳng Merton, Oxford, nơi ông tốt nghiệp năm 1898 với những danh hiệu hạng nhất về hóa học. Ông là một nhà nghiên cứu tại Oxford từ năm 1898 đến 1900.

### Sự nghiệp khoa học
Năm 1900, ông trở thành người biểu diễn về hóa học tại Đại học McGill ở Montreal, Quebec. Đây là nơi ông làm việc với Ernest Rutherford về phóng xạ. Ông và Rutherford nhận ra rằng những hoạt động bất thường của các nguyên tố phóng xạ là vì chúng bị phân hủy thành các nguyên tố khác. Sự phân rã này cũng tạo ra bức xạ alpha, beta, và gamma. Khi phóng xạ lần đầu tiên được phát hiện, không ai chắc chắn nguyên nhân đã khiến nó xảy ra là gì. Soddy và Rutherford cần phải làm việc và nghiên cứu cẩn thận để chứng minh rằng chuyển đổi nguyên tử đã thực sự xảy ra. Năm 1903, với Sir William Ramsay tại Đại học London, Soddy cho thấy sự phân rã radium sẽ sản xuất ra khí helium. Trong thí nghiệm, một mẫu radium đã được bao bọc trong một vỏ bọc thủy tinh có lớp mỏng được đặt trong một bóng đèn thủy tinh đã được phân tán. Sau khi rời khỏi thí nghiệm trong một thời gian dài, một phân tích phổ của nội dung của không gian cũ đã phân tán cho thấy sự có mặt của heli. Sau đó, vào năm 1907, Rutherford và Thomas Royds cho thấy heli được hình thành như hạt nhân tích điện dương helium (He2 +) giống như các hạt alpha, có thể đi qua bức tường thủy tinh mỏng nhưng được chứa trong vỏ thủy tinh xung quanh.
Trong khi cùng nghiên cứu với nhau, Ernest Rutherford và Frederick Soddy đã đưa ra lý thuyết biến tố. Họ đã theo dõi rất chi tiết một chuỗi các phân rã phóng xạ khác nhau và so sánh năng lượng phát ra với sự thay đổi khối lượng của hạt nhân mẹ và hạt nhân con. Họ tìm ra hạt nhân thuộc cùng một nguyên tố hóa học có thể có những khối lượng khác nhau. Đó là cơ sở để họ tìm ra được đồng vị. 
Từ năm 1904 đến năm 1914, Soddy là giảng viên tại Đại học Glasgow. Tháng 5 năm 1910 Soddy được bầu làm Uỷ viên Hội Hoàng gia. Năm 1914, ông được bổ nhiệm làm chủ tịch của Đại học Aberdeen, nơi ông làm nghiên cứu liên quan đến cuộc Chiến tranh thế giới thứ nhât. Tác phẩm mà Soddy và trợ lý nghiên cứu của ông Ada Hitchins làm tại Glasgow và Aberdeen cho thấy uranium bị phân hủy thành radium. Họ cũng chỉ ra rằng một nguyên tố phóng xạ có thể có nhiều hơn một khối lượng nguyên tử mặc dù các tính chất hóa học giống hệt nhau. Soddy đặt tên cho đồng vị khái niệm này có nghĩa là 'cùng một vị trí'. Từ 'đồng vị' ban đầu được đề nghị bởi ông Margaret Todd. Sau đó, J. J. Thomson cho thấy rằng các nguyên tố không phóng xạ cũng có thể có nhiều đồng vị. Năm 1913, Soddy cũng cho thấy rằng một nguyên tử di chuyển số nguyên tử thấp hơn xuống bằng hai lần phát xạ alpha, cao hơn một lần so với phát xạ beta. Điều này đã được Kazimierz Fajans khám phá ra cùng thời gian và được gọi là định luật phóng xạ của Fajans và Soddy. Đây được coi là một bước cơ bản để tìm hiểu mối quan hệ giữa các họ các nguyên tố phóng xạ. Soddy đã cho xuất bản hai cuốn sách: Giải thích Radium (1909) và Chuyển đổi nguyên tử (1953).
Năm 1918 ông tuyên bố phát hiện ra một đồng vị ổn định của Protactinium khi đang làm việc với John Arnold Cranston. Đây là một phát hiện của các đối tác Đức; tuy nhiên, người ta nói rằng phát hiện của họ thực sự đã thực hiện vào năm 1915 nhưng tuyên bố của nó đã bị trì hoãn do ghi chú của Cranston bị chặn lại trong khi ông phục vụ tích cực cho cuộc Chiến tranh Thế giới Thứ nhất. Năm 1919 ông chuyển đến Đại học Oxford và làm Giáo sư Hóa học của Tiến sĩ Lee. Tại đây, trong khoảng thời gian cho đến năm 1936, ông đã tổ chức lại các phòng thí nghiệm và giáo trình về hóa học. Ông đã nhận giải Nobel năm 1921 về hóa học cho nghiên cứu phân rã phóng xạ của ông và đặc biệt là ông đã xây dựng lý thuyết về đồng vị. Công việc nghiên cứu và các bài tiểu luận của ông đã phổ biến sự hiểu biết mới về phóng xạ và là nguồn cảm hứng chính cho cuốn The World Set Free (1914) của H. G. Wells, trong đó các quả bom nguyên tử rơi từ máy bay trong một cuộc chiến tranh kéo dài nhiều năm trong tương lai. Tiểu thuyết của Wells còn được gọi là Cuộc chiến cuối cùng và tưởng tượng một thế giới hòa bình đang nổi lên từ sự hỗn loạn. Trong Wealth, Virtual Wealth and Debt, Soddy ca ngợi Wells về việc Thiết lập thế giới miễn phí của ông. Ông cũng nói rằng các quy trình phóng xạ có thể gây sức mạnh cho các ngôi sao.

### Kinh tế
Trong bốn cuốn sách do ông viết từ năm 1921 đến năm 1934, Soddy đã tiến hành "một chiến dịch nhằm tái cơ cấu các mối quan hệ tiền tệ toàn cầu", đưa ra một quan điểm về kinh tế có nguồn gốc từ vật lý - luật về nhiệt động lực học - chúng như một cái vòng ". Mặc dù hầu hết các đề xuất của ông ta là "bỏ qua tiêu chuẩn vàng, hãy để tỷ lệ trao đổi quốc tế trôi nổi, sử dụng số lượng dư và thâm hụt của liên bang như là các công cụ chính sách kinh tế vĩ mô có thể chống lại các xu hướng theo chu kỳ và thiết lập các cơ quan thống kê kinh tế (bao gồm một chỉ số giá tiêu dùng) nhằm tạo điều kiện thuận lợi cho nỗ lực này "- hiện nay là thực tiễn thông thường, phê bình của ông về ngân hàng dự trữ phân đoạn" vẫn còn nằm ngoài tầm nhìn của trí tuệ thông thường ". Soddy viết rằng các khoản nợ tài chính tăng theo cấp số nhân với lãi suất hợp chất, ngoại trừ nền kinh tế thực tế dựa trên các kho dự trữ nhiên liệu hoá thạch. Năng lượng thu được từ các nhiên liệu hoá thạch không thể được sử dụng lại. Sự phê bình về tăng trưởng kinh tế này được các người thừa kế với trí thức cao của ông trong lĩnh vực kinh tế sinh thái đang nổi lên.

### Những quan điểm chống lại tôn giáo
Trong Wealth, Virtual Wealth and Debt, Soddy đã trích dẫn các Nghị định (giả mạo) của Elders của Zion như là bằng chứng cho niềm tin, vốn đã được phổ biến rộng rãi vào thời đó, của "một âm mưu tài chính để nô lệ thế giới". Ông đã sử dụng hình ảnh của một âm mưu của người Do Thái để củng cố tuyên bố của ông rằng "Một hệ thống tiền tệ tham nhũng tấn công vào cuộc sống của quốc gia." Trong cùng một tài liệu, ông đã đề cập đến "người phương Đông", người "tối cao" trong "tài chính tối cao" và một "bong bóng huy hoàng của những niềm tin được thổi trên toàn thế giới bởi hệ thống phân cấp của Hebra". Sau này trong đời ông xuất bản một cuốn sách nhỏ Abolish Private Money, hoặc Drown in Debt (1939) với một nhà xuất bản nổi tiếng về các văn bản chống Do thái. Ảnh hưởng của bài viết của ông có thể được đánh giá, ví dụ, trong trích dẫn từ Ezra Pound: "Giáo sư Frederick Soddy nói rằng hệ thống tiền tệ theo tiểu chuẩn vavvafngcura thế giới đã phá vỡ kỷ nguyên khoa học! Các ngân hàng trên thế giới... không hài lòng khi chia sẻ về sản xuất tài sản hiện đại - tuyệt vời như nó đã từng có - nhưng họ đã từ chối cho phép quần chúng nhân loại tiếp nhận chúng. "

### Định lý Descartes
Ông đã khám phá lại định lý Descartes năm 1936 và xuất bản nó như một bài thơ, "The Kiss Precise", trích dẫn tại bài báo của Apollonius. Vòng hôn nhau trong vấn đề này đôi khi được gọi là vòng tròn Soddy.

### Danh dự và giải thưởng
Ông đã nhận được giải Nobel Hóa học năm 1921 và cùng năm đó ông được bầu vào Ủy ban Thẩm quyền về Nguyên tử Quốc tế. Một miệng hố nhỏ ở phía xa Mặt trăng cũng như chất phóng xạ Uranium Soddyite được đặt tên theo ông.

## Đời sống cá nhân
Soddy cưới Winifred Beilby, con gái của Sir George Beilby, vào năm 1908. Ông chết ở Brighton, Anh năm 1956.